# Belebú Balachá
Belebú Balachá es una comunidad en la isla de Bioko en el norte del país africano de Guinea Ecuatorial. Se encuentra al sur de Luba, la segunda ciudad más grande de la isla, justo al norte de la Reserva científica de la Caldera de Luba. A partir de 2010 una nueva carretera está en construcción a través de la reserva desde Belebú a Ureca.